# Microgeodèsia
La microgeodèsia és la branca de la geodèsia que s'encarrega del disseny, observació i estudi de xarxes geodèsiques d'extensió reduïda. Normalment aquestes xarxes necessiten una millor precisió que la que pot oferir una xarxa topogràfica tradicional. La microgeodèsia es caracteritza per emprar instrumental i metodologies d'observació pròpies de la geodèsia per a grans extensions, però en xarxes de mida relativament petita per a aconseguir màximes precisions, inclús inferiors al mil·límetre.

## Problemes del disseny
Un dels principals problemes als quals s'enfronta la microgeodèsia és el disseny de la xarxa per tal d'aconseguir les precisions requerides. Per aquest motiu, abans d'implantar qualsevol xarxa es realitza l'estudi del problemes de disseny. Aquests problemes pretenen que la xarxa complesca les exigències tècniques exigides amb el mínim d'esforç possible, o simplement potenciar alguna característica de la xarxa.
Existeixen molts mètodes per a resoldre els problemes de disseny, encara que la majoria es basen en l'estudi de les matrius necessàries per a una compensació per mínims quadrats A,Q,P.
1. Problema de disseny d'ordre 0: Relacionat amb el sistema de referència de la ret. Busca quin és el sistema de referència que menys error introdueix en la xarxa. Normalment es realitza una compensació en ret lliure emprant la matriu psoudoinversa.
2. Problema de disseny d'ordre 1: Relacionat amb la distribució geomètrica de la ret. Aquest problema defineix quina és la millor ubicació dels vèrtexs per tal de generar el mínim error o absorbir de la manera més eficient possible els errors aleatoris de la xarxa. També es pot emprar per a millorar zones concretes de la xarxa que necessiten una major precisió.
3. Problema de disseny d'ordre 2: Relacionat amb la metodologia d'observació: Aquest problema defineix els pesos dels observables per a obtenir unes figures d'errors predefinides. Cal anar amb molt cura i ser conscient de les limitacions de la xarxa
4. Problema de disseny d'ordre 3: Optimització de tots els problemes de disseny. L'últim problema de disseny estudia la combinació óptima del problemes de disseny anteriors.

En definitiva els problemes de disseny tracten d'una forma matemàtica allò que el topògraf expert dedueix per intuïció o experiència.

## Principals aplicacions
La característica fonamental de la microgeodèsia és l'alta precisió. Aquesta precisió ve determinada per l'ús que se li dona a la xarxa establerta. Normalment es treballa en precisions altíssimes i toleràncies molt menudes, en cas contrari, parlaríem de topografia normal. Per tant, la majoria de les aplicacions de la microgeodèsia estan relacionades amb el control d'estructures que presenten moviments molt menuts, o la construcció d'estructures que necessiten una precisió especial.
- Control geomètric d'edificacions, obres d'enginyeria, monuments...
- Execució d'obres d'enginyeria molt concretes
- Establiment de xarxes topomètriques d'alta precisió
- Topografia industrial